# Haunkenzell

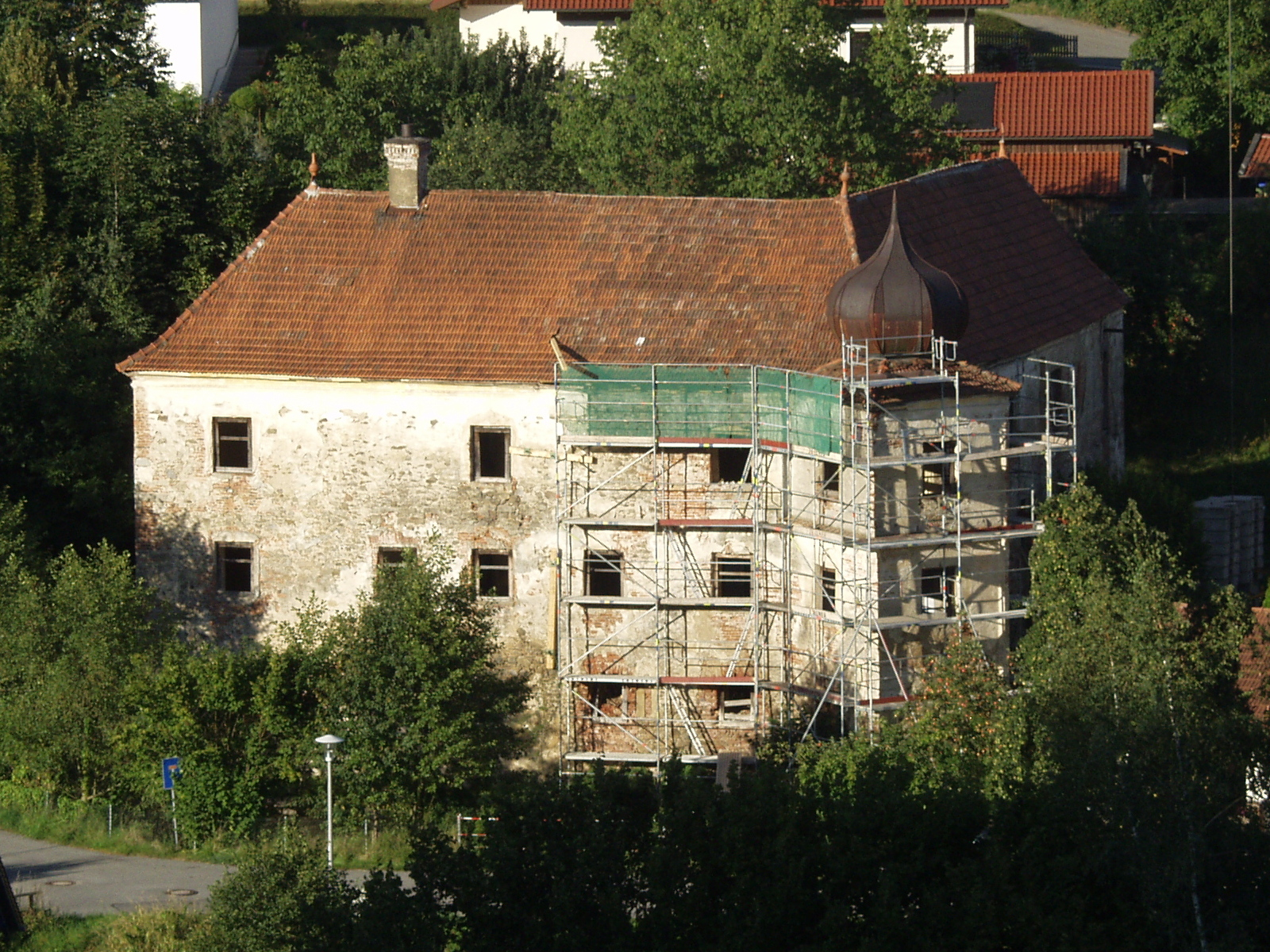
Schloss Haunkenzell
im September 2011

Haunkenzell ist ein Gemeindeteil der Gemeinde Rattiszell im niederbayerischen Landkreis Straubing-Bogen. Bis 1978 war es eine Gemeinde.

## Lage
Das Kirchdorf in der Anordnung eines Haufendorfs liegt knapp drei Kilometer nordwestlich von Rattiszell in einem westlichen Seitental des Kinsachtales am Haunkenzeller Bach. Im Nordosten liegt etwa zwei Kilometer entfernt der Ort Stallwang.

## Geschichte
Der Ortsname leitet sich vermutlich von dem germanischen Vornamen Hugo ab, dessen Kurzform Hauge oder Hauk lautet, auch die Namen Hanko oder Hank könnten in Frage kommen. Haunkenzell, 1184 erstmals urkundlich erwähnt, entstand wohl als Rodungssiedlung der Grafen von Bogen.
Die Hofmark geht auf das Jahr 1311 zurück. Damals war das Kloster Oberaltaich dort begütert. Am 5. Juni dieses Jahres erließ Herzog Otto von Niederbayern die so genannte Ottonische Handfeste. Durch diese bekamen die adeligen Grundherrn die Möglichkeit, sich vom Staat gegen eine einmalige Steuer die niedere Gerichtsbarkeit für einen Teilbereich zu erkaufen. 
Als Inhaber der Hofmark Haunkenzell ist „Chunrad der Eycher“ erstmals 1361 und dann bis 1410 nachweisbar. Von diesem Konrad Eycher ging sie um 1400 auf seinen Schwiegersohn Kaspar Göttlinger über; die Göttlinger stifteten den Vorgängerbau der Filialkirche St. Martin in Haunkenberg (Stiftungsbrief vom Matthäustag des Jahres 1476). 
1450 gelangte sie durch Heirat an die Nußberger, die 1551 die Hofmark Stallwang dazu erwarben. Der Letzte aus dieser Familie war Augustin Nußberger; er veräußerte Haunkenzell mit Stallwang an Albrecht von Murach zu Haibach. Gegen Mitte des 17. Jahrhunderts waren die Herren von Keck Inhaber von Haunkenzell. 

### Gemeindebildung und Eingemeindung
Aus der Hofmark Haunkenzell-Euersdorf mit Patrimonialgericht entstand am 29. November 1818 die Gemeinde Haunkenzell. Sie hatte 1861 die sieben Ortsteile Haunkenzell, Hüttenzell, Limpfelbach, Neundlberg, Neundling, Pfahlhaus und Wascherszell.
Die ehemalige Gemeinde Maiszell  wurde 1876 vollständig mit Ederszell, Emmersdorf, Euersdorf, Gmeinwies, Machtenhof, Maiszell, Niedereier und Plenting nach Haunkenzell eingemeindet. 1946 wurden aus der aufgelösten Gemeinde Eggerszell die Gemeindeteile Eggerszell, Eiermühl, Eiserszell, Gschwellhof und Hinterascha und aus der aufgelösten Gemeinde Pilgramsberg die Orte Großneundling, Mutzendorf und Pilgramsberg eingegliedert. Im Jahr 1949 wurde Gmeinwies von der Gemeinde Haunkenzell nach Rattiszell umgemeindet. Am 1. Juli 1973 bestand die Gemeinde aus dem Hauptort und 20 weiteren Gemeindeteilen: Ederszell, Eggerzell, Eiermühl, Eiserszell, Emmersdorf, Euerstorf, Großneundling, Gschwellhof, Hinterascha, Hüttenzell, Limpflbach, Machtenhof, Maiszell, Mutzendorf, Neundling, Niedereier, Pfahlhaus, Pilgramsberg, Plenting und Wäscherszell. Im Rahmen der Gemeindegebietsreform wurde Haunkenzell 1978 in die Gemeinde Rattiszell eingegliedert.
Im Gemeindewappen von Haunkelzell aus dem Jahre 1953 sind die Stammwappen der Eycher und der Nußberger miteinander verbunden. Beide weisen durch die Farben und die Rauten auf das bis 1242 von den Grafen von Bogen geführte Wappen hin. 
Im alten Schulhaus befindet sich der Sitzungsraum der Gemeinde. Im Jahre 1976 verfasste Walther P. Meinhard das Heimatbuch der Gemeinde Haunkenzell. Der Friedhof wurde 1953 angelegt und 1988 erweitert.

### Einwohnerentwicklung
| Jahr                           | 1840 | 1861 | 1867 | 1871 | 1885 | 1900 | 1925 | 1939 | 1950 | 1961 | 1970 | 1987 |
| ------------------------------ | ---- | ---- | ---- | ---- | ---- | ---- | ---- | ---- | ---- | ---- | ---- | ---- |
| Einwohner Gemeinde Haunkenzell | 234  | 232  | 224  | 242  | 581  | 544  | 503  | 529  | 928  | 688  | 734  |      |
| Einwohner Dorf Haunkenzell     |      | 144  |      | 162  | 220  | 192  | 147  |      | 209  | 130  | 126  | 125  |

### Schule
Seit 1794 gab es in Haunkenzell eine Schule. Die Gutsherrschaft hatte das Recht, die Lehrer vorzuschlagen. Der Unterricht fand ursprünglich im Schloss statt, wo der Baron ein Zimmer zur Verfügung stellte. Die älteste Beschreibung der Schule in Haunkenzell verfasste der Schullehrer Johann Fritz im Jahre 1859. Im Zuge der Schulreform kam 1969 die Oberstufe zur Mittelschule Stallwang. Die verbliebene Grundschule wurde 1971 mit der Grundschule Rattiszell zu einer vierklassigen Grundschule namens Volksschule Rattiszell in Rattiszell zusammengelegt.

## Sehenswürdigkeiten
- Filialkirche St. Martin: Der älteste Nachweis über eine Kirche in Haunkenzell ist die Abschrift des Stiftungsbriefes der Adelsfamilie Göttlinger vom Mathäustag des Jahres 1476. Die jetzige Kirche wurde um 1740 bis 1745 erbaut. Die Altäre und Deckenfresken stammen aus dieser Zeit, eine Schmerzensmutterfigur entstand um 1430.
- Schloss Haunkenzell: Das historische Wasserschloss aus dem 16. bis 18. Jahrhundert war im 20. Jahrhundert dem Verfall preisgegeben, in den 2010er Jahren wurden Erhaltungsmaßnahmen durchgeführt.

## Persönlichkeiten
- Johann Nepomuk von Poißl (1783–1865), Komponist, geboren auf Schloss Haunkenzell

## Vereine
- Freiwillige Feuerwehr Haunkenzell
- KuSV Haunkenzell
- Rot-Kreuz-Gruppe Haunkenzell
- Jugend-Rot-Kreuz-Gruppe Haunkenzell
- Kath. Burschenverein Haunkenzell
- Obst- und Gartenbauverein Haunkenzell
- Landfrauen Haunkenzell
- Marianische Männerkongregation (MMC) Haunkenzell